# NGC 2036
NGC 2036 est un amas ouvert situé dans la constellation de la Table. Cet amas est situé dans le Grand Nuage de Magellan. Il a été découvert par l'astronome écossais James Dunlop en 1866.